# Square Théodore-Judlin
Le square Théodore-Judlin est une voie du 15e arrondissement de Paris, en France.

## Situation et accès
Le square Théodore-Judlin est situé dans le 15e arrondissement de Paris. Il débute au 28, rue du Laos et se termine en impasse.

## Origine du nom
Il porte le nom de Théodore Judlin (1863-1946), architecte et créateur de la voie.

## Historique
Elle a été ouverte à la circulation publique par un arrêté en date du 23 juin 1959.